# Еспарцет пісковий
Еспарцет пісковий, еспарцет піщаний, або донськи́й, або дніпро́вський (Onobrychis arenaria) — багаторічна рослина родини бобових, поширений у помірній Євразії від Франції до Монголії та Сибіру. Вид занесений до Червоних книг Латвії та Естонії. Лікарська, кормова і медодайна культура.

## Опис

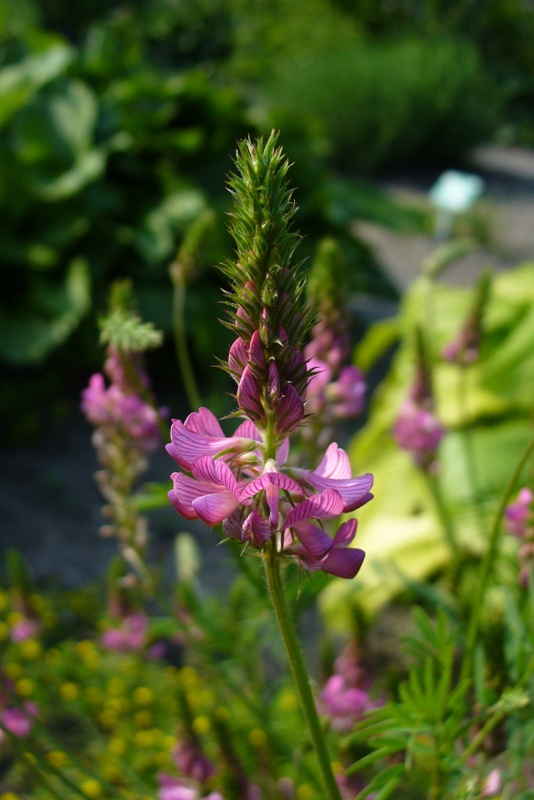
Темніший варіант забарвлення квіток

Трав'яниста рослина заввишки 30-60 см, буває 90 — 120 см. Корінь від середнього до довгого (у степах може сягати 2,5 м), розгалужений, жовтуватий. Стебла численні, прямі або висхідні, розгалужені, у нижній частині дерев'янисті. З віком їх чисельність збільшується до 20-30 штук, причому нові пагони наростають по периферії, а центральні при цьому часто не поновлюються. Бруньки відновлення розташовані біля основи цьогорічних пагонів і в пазухах листків. Прилистки коричневі, яйцеподібні, по краю війчасті, нижні зрощені, а верхні — вільні, трикутні. Листки в нижній частині стебла на довгих черешках, у верхній — на коротких, зверху голі, знизу притиснуто запушені, складні, непарнопірчасті, кожен листок складається з 6-25 пар довгастих, дрібних листочків. Жилкування пірчасте.
Суцвіття — густі китиці завдовжки 14-20 см, розташовані на довгих, безлистих квітконосах. Приквітки ланцетні, загострені, плівчасті, завдовжки 2,5-3 мм. Квітконіжки завдовжки 2-2,5 мм. Чашечка коротко запушена, завдовжки 3-6 мм. Віночок завдовжки 7-10 мм, від блідо-рожевого до майже фіолетового, з великим округлим смугастим прапорцем.
Плід — однонасінний, напівкулястий, по гребеню коротко зубчастий біб, завдовжки 4-5 мм. Під час дозрівання він не розкривається, а опадає. Насінина довгаста, коричнева, з дрібно запушеною поверхнею.
Диплоїдний набір хромосом складає 14, або 7 пар.

## Поширення та екологія
Ареал виду широкий і охоплює терени Центральної та Східної Європи, Кавказ і південь Сибіру. На півночі зона розповсюдження доходить до східних балтійських країн, де, втім, ця рослина доволі рідкісна.
В Україні зростає на лісових галявинах, в чагарниках, на степових схилах і суходільних луках — в західному Лісостепу і західній частині Степу. Кормова.
Рослина світлолюбна, морозо- та посухостійка. Росте на суходільних луках, у степах, по краях чагарникових заростей, на кам'янистих виходах породи, інколи на піщаних ґрунтах.
Пагони відновлення закладаються у жовтні, зимують під відмерлим листям і торішніми пагонами і починають свій ріст у березні. Цвітіння триває з травня до початку серпня, плодоношення відбувається у липні-серпні.

## Значення і статус виду
Медодайна рослина. В Україні культивується. Також кормова рослина для худоби, лікарська рослина. Трава еспарцету піщаного багата на каротин, аскорбінову кислоту, плоди містять 7-8 % олії.
Також містить флавоноїди кверцетин, астрагалін, формонетін, гіперозид, 7-гідрокси-6,4'-діметилоксиізофлавон, ізокверцетин, кемпферол, рутин, вестітол.
Внесений до Червоних книг Естонії і Латвії.

## Синоніми
- Hedysarum arenarium Kit.
- Onobrychis arenaria subsp. arenaria
- Onobrychis borysthenica (Sirj.) Klokov
- Onobrychis brachypus Vassilcz.
- Onobrychis sativa
- Onobrychis tanaitica Spreng.
- Onobrychis viciifolia sensu auct.fl.Ross.
- Onobrychis viciifolia subsp. arenaria (Kit.) Thell.[1]